# Grabonóg
Grabonóg is een plaats in het Poolse district  Gostyński, woiwodschap Groot-Polen. De plaats maakt deel uit van de gemeente Piaski en telt 535 inwoners.